# Francisco López de Aguilar
Francisco López de Aguilar Coutiño (Madrid, 1585-1665) fue un humanista y escritor español del Siglo de Oro, también conocido por el pseudónimo Julio Columbario.
De origen converso, fue eclesiástico, experto latinista, helenista y hebraísta y Caballero de la Orden de San Juan. Mantuvo una enorme y absoluta amistad con Lope de Vega, y escribió, bajo el pseudónimo de Franciscus Antididascalus, y contra el salvaje panfleto antilopesco Spongia, del humanista Pedro de Torres Rámila (1617), un Utrum Petrus de Torres grammaticus sit censendus, cum nec latine, nec grammatice sciat (1617) y redactó también en latín una Expostulatio Spongiae a Petro Hurriano Ramila nujer evulgatae. Pro Lupo a Vega Carpio, Poetarum Hispaniae Principe. Auctore Iulio Columbario B. M. D. L. P. Item Oneiropaegnion, et varia illustrium virorum poemata. In laudem eiusdem Lupi a Vega. V. C. Tricassibus Sumptibus Petri Crevillot Anno M. D. C. X. V. III. Cum Privilegio Regis (junio de 1618) que en reaalidad no está impresa en Troyes, sino en Madrid, y escribieron con él los amigos de Lope para defender sus poemas de épica culta Dragontea, Jerusalén y Angélica, su novela pastoril La Arcadia y, sobre todo, su idea del teatro contra la acusación de haberse alejado de las preceptivas unidades que preconizaba Aristóteles, acusación sostenida también por el neoaristotélico Cristóbal de Mesa y algunos enemigos de Lope como Cristóbal Suárez de Figueroa. En esta obra participaron además nada menos que Tomás Tamayo de Vargas, Juan de Aguilar, Pedro de Padilla, el Conde de Mora, Juan Luis de la Cerda, Teodoro Marcilio, Simón Chauvel, fray Serafín de Freitas, fray Hortensio Félix Paravicino, fray Tomás Roca, Francisco Pacheco, Juan Antonio de Vera y Zúñiga, Francisco Gutiérrez, fray Diego de San José, Bartolomé Jiménez Patón, Luis Rosicler del Carpio, pariente de Lope, Pedro Nicolás Museo, Antonio de Pinedo y Padilla, Luis Arias Becerra, el Príncipe de Esquilache, el licenciado Baltasar Porreño, Lucas de Montoya, el Conde de Lemos, Francisco de Quevedo, el Conde de Villamor, el Conde de Adaquaz, Lorenzo de Mendoza y Figueroa, el Marqués de la Adrada, el Duque de Osuna Virrey de Nápoles, el Conde de Salinas, el Comendador mayor de Montesa, el maestro Vicente Espinel, Luis Mejía, Juan de Fonseca y Figueroa, Juan Bautista Elgueta, el duque de Sessa, Luis Tribaldos de Toledo, Francisco Peña Castellanos, médico del rey, Vicente Mariner, Felipe O'Sullivan, irlandés y Julio Columbario (D. Francisco López de Aguilar), sin contar las veinte piezas anónimas que contiene el libro. En realidad Lope no necesitaba defensa, y buena prueba de ello es que no subsiste ninguna copia de la obra de Torres Rámila; sus amigos acabaron destruyendo todas. López de Aguilar reunió una colección de cuarenta y seis Varia illustrium virorum poemata en alabanza de Lope de Vega y escarnio de Torres Rámila. 
En correspondencia, Lope le dedicó su comedia La villana de Getafe (en la Parte XIX de 1620) y una "Epístola" en La Filomena. El prólogo de La Dorotea "Al teatro", firmado con su nombre, es en realidad del propio Lope.
- Datos: Q5866600